# Satsuma, Alabama
Satsuma là một thành phố thuộc quận Mobile, tiểu bang Alabama, Hoa Kỳ. Dân số năm 2009 là 6032 người, mật độ đạt 310 người/km².